# Lucian Freud
Lucian Freud (Berlín, 8 de diciembre de 1922–Londres, 20 de julio de 2011) fue un pintor y grabador británico, de origen alemán, considerado como uno de los artistas figurativos más importantes del arte contemporáneo.
Después de haberse iniciado en el surrealismo en su juventud, se convirtió tras la Segunda Guerra Mundial en uno de los principales representantes de la pintura figurativa inglesa. Especializado en retratos, estos suelen excluir la expresión de sentimientos y los personajes representados aparecen bajo una fuerte luz, y con una carnalidad muy perceptible en el caso de los desnudos.
Recibió la Orden del Mérito del Reino Unido.

## Biografía
Sus padres fueron el arquitecto Ernst Ludwig Freud (1892–1970) y Lucie («Lux») Brasch (1896–1989). Era nieto de Sigmund Freud. Tuvo dos hermanos, el escritor y parlamentario Klemens Raphael Freud (1924) y el editor Stephan Gabriel Freud (1921). Su sobrina, Emma Freud, es una prominente productora de radio británica.
En 1933, cuando Lucian tenía solo 11 años de edad, el padre de Lucian, Ernst Freud, tuvo que emigrar con su familia a Londres, Reino Unido. La emigración ocurre motivada por la llegada de Hitler al poder. Ernst Freud fue luego quien organizó la recepción de los abuelos de Lucian, en 1938: Sigmund Freud y Martha Bernays quienes llegaron junto a su hija (tía de Lucian) Anna. Lucian recibió la nacionalidad británica en 1939. Durante este período estudió en el Dartington Hall School en Totnes, Devon, y después en el Bryanston School.
Lucian Freud fue un gran amigo del pintor expresionista figurativo Francis Bacon, desde 1959 y hasta su muerte 1992. Las obras de Lucian, particularmente los variados retratos de la madre, suelen describirse como las más importantes representantes de la escuela neofigurativa inglesa.
Durante un breve período estudió en la Central School of Art de Londres y después con mucho éxito en la Escuela de Pintura y dibujo Cedric Morris's East Anglian, en Dedham. Se alistó como marino mercante en un convoy del Atlántico Norte en 1941, antes de serle invalidado su servicio en 1942.
En 1943, El editor ceylanés Tambimuttu comisionó al joven artista para ilustrar un libro de poemas de Nicholas Moore, titulado The Glass Tower.
En su primera exhibición individual, en la Lefevre Gallery, en 1944, expuso su celebrado cuadro El cuarto del pintor (The painter's room).
Para el verano de 1946, viajó a París antes de continuar a Italia por varios meses. Desde entonces viviría y trabajaría en Londres.
El 20 de julio de 2011, falleció "en paz" en su domicilio de Londres, según un comunicado de su abogada Diana Rawstron que recoge France Presse.

## Matrimonios e hijos
En 1948 contrajo matrimonio por primera vez con Kathleen Garman Epstein, con quien tuvo dos hijas. Con frecuencia, Kathleen posó para él como modelo.
Tras el divorcio de su primera esposa, se casó en 1953 con Caroline Blackwood, quien se divorció de él en 1959.
Con su pareja Bernardine Coverley, tuvo dos hijas. Esther Freud, quien es una conocida escritora, casada con el actor David Morrisey y Bella Freud, diseñadora de modas. Además, tuvo cinco hijos con Suzy Boyt y otros cuatro con Katherine Margaret McAdam.

## Cambios de estilo
Las primeras pinturas de Freud a menudo están asociadas con el surrealismo y muestran personas y plantas en yuxtaposiciones inusuales. Estos trabajos están usualmente hechos con pintura muy fina y a partir de los años 1950 empezó a realizar retratos, muy a menudo desnudos, sin nada más, utilizando la técnica del empasto (o impasto). Los colores son a menudo neutros.
Los temas de Freud son personas y sus vidas; amistades, familia, colegas, amantes y niños. En contadas ocasiones acepta retratos por encargo. Como él mismo dice en sus memorias: "El tema es autobiográfico, cuanto tiene que ver con la esperanza y la memoria y la sensualidad y la participación, la verdad..." "Pinto gente, no por lo que quisieran ser, sino por lo que son".
El uso de animales en sus composiciones está muy extendido y es a menudo característico que aparezcan las mascotas al lado de su propietario. Ejemplos de retratos de animales y personas en la obra de Freud incluyen Muchacho y Speck (1980-81), Eli y David (2005-06) y Doble retrato (1985-86).
Su pasión por los caballos le llevó a pintar los ejemplares de la escuela en Darlington, donde, además de montarlos, incluso dormía en los establos. De estos, cabe destacar los retratos de Grey Gelding (2003), La yegua Skewbald (2004), y Yegua comiendo heno (Mare Eating Hay) (2006).
Su cuadro A la manera, al estilo de Cézanne (After Cézanne) es notable por su forma inusual y el alto precio que pagó la Galería Nacional de Australia, de 7.4 millones de dólares americanos. Un retrato de pequeño formato de la reina Isabel II del Reino Unido causó controversia, al mostrarla tan envejecida (o más) de lo que es. La prensa británica publicó críticas contrapuestas sobre él.

### Obras en España y Latinoamérica
Pintor de producción no demasiado extensa y sumamente cotizado ahora, de Freud se cuentan apenas seis óleos en España: un Autorretrato en la colección Juan Abelló y cinco obras en el Museo Thyssen-Bornemisza de Madrid, posiblemente el repertorio más amplio en un museo europeo fuera del Reino Unido. De estas obras, cuatro pertenecen al núcleo fundacional del museo (Reflejo con dos niños, autorretrato; Gran interior, Paddington; Último retrato y Retrato del barón H.H. Thyssen-Bornemisza) y la quinta, otro retrato del barón, de cuerpo entero y mayor tamaño, la heredó su hija Francesca, quien la donó al museo en 2023 . En museos de Hispanoamérica, hay que citar dos pinturas en el MUNAL de México.